# Kyo (musicista)
Kyo (京; Kyoto, 16 febbraio 1976) è un cantante e poeta giapponese, voce della band giapponese dei Dir en grey.
Il suo vero nome non è confermato, un'ipotesi è che sia Hironori Nishimura (西村 宏則).

## Biografia
Kyo cominciò la sua carriera musicale a 15 anni e a 18 anni si spostò da Kyoto a Osaka, dove familiarizzò con la sua prima band Gesshoku. Qui ne conobbe molte altre tra cui l'ultima chiamata Haijin Kurobarazoku che lasciò dopo aver conosciuto Kisaki e Shinya con i quali fondò nel 1996 i La;Sadie`s. Ma questa band si sciolse un anno dopo in seguito alla dipartita di Kisaki, e fu ribattezzata con il nome Dir en grey in seguito all'entrata del nuovo bassista Toshiya e gli altri membri Kaoru, Die e Shinya.
Oltre a cantare, scrive tutti i testi componendo talvolta delle musiche ([s], The Domestic Fucker Family, Ugly, Children).

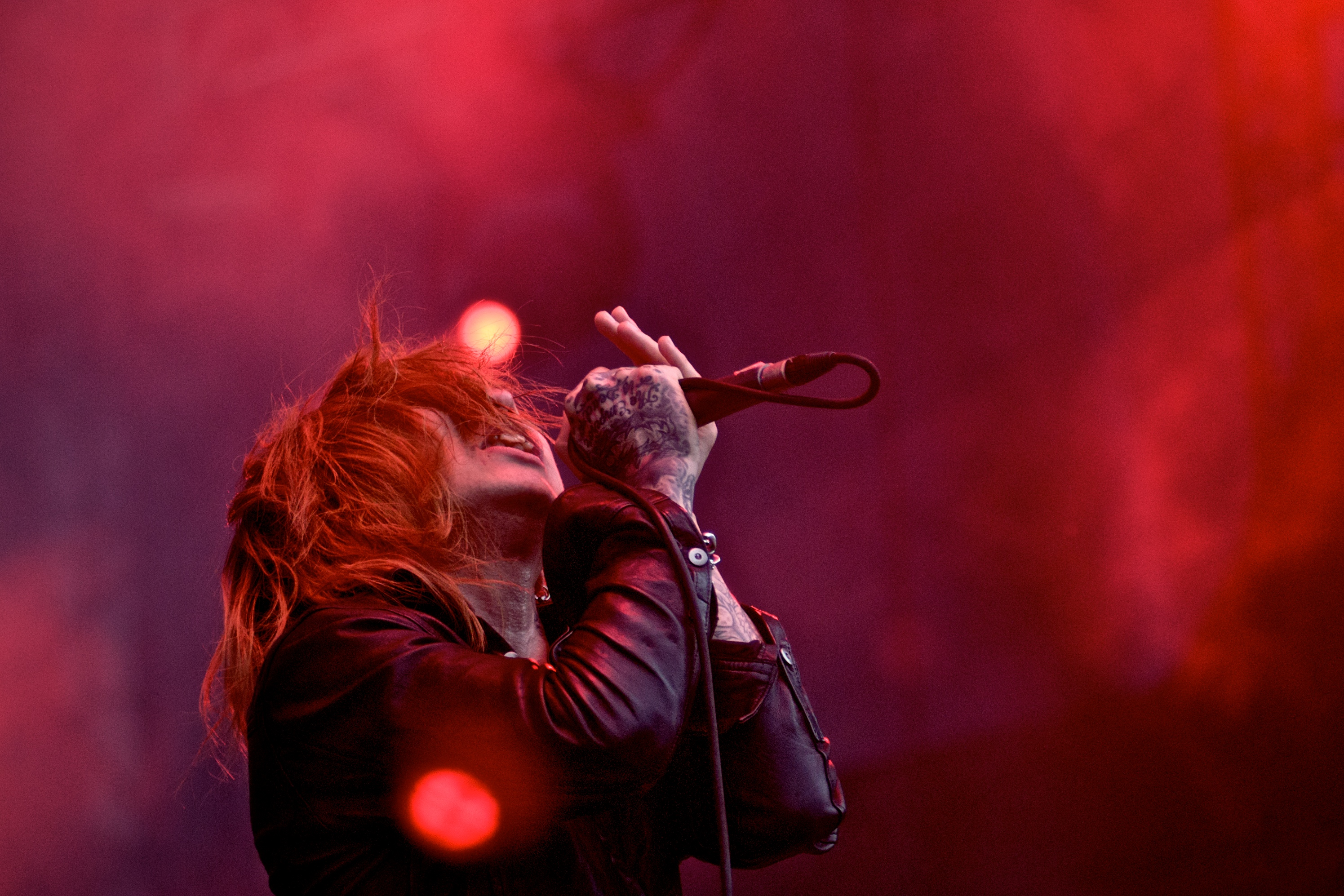
Kyo durante un live dei Dir en grey

La dote innata che lo fa spiccare nel panorama della musica rock giapponese è la sua voce: Kyo possiede una voce versatile e potente , capace di raggiungere svariate ottave, con la quale può passare rapidamente da un canto pulito e melodico ad un cupo growl ad un acustissimo scream in maniera repentina. Con scream e growl parla di rabbia e sofferenza e accompagna gli argomenti dei suoi testi che, come lui stesso ha dichiarato in più di un'intervista, non tratteranno mai di cose allegre. 
Kyo negli anni degli inizi si era guadagnato il soprannome kawaii (dal giapponese: carino, piccolo -è alto 1.62-), datogli dalle fan, assieme al suffisso -chan. Più di una volta ha dichiarato di odiare entrambi (in un messaggio per il fan club [a knot], alla fine, passando davanti alla telecamera dice "E smettetela di chiamarmi -chan"). Si faceva chiamare "Warumono" (悪者 = persona cattiva).
Prima di far parte dei Dir en grey era membro dei Gesshoku (nome dell'artista "Yoma" (殀磨)), Visnu, Masquerade, e infine dei La:Sadie's, band nella quale erano presenti 4 degli attuali membri dei Dir en grey, Kaoru, Die e Shinya (all'epoca non c'era ancora l'attuale bassista, Toshiya).